# Đại học Al-Qarawiyyin
Đại học al-Qarawiyyin (tiếng Ả Rập: جامعة القرويين, đã Latinh hoá: Jāmiʻat al-Qarawīyīn), cũng có thể được viết là Al-Karaouine hay Al Quaraouiyine, là một viện đại học tọa lạc tại Fez, Morocco. Ban đầu, trường là một nhà thờ Hồi giáo được thành lập bởi Fatima al-Fihri vào khoảng năm 857–859, rồi sau đó trở thành một trong những trung tâm giáo dục và tâm linh hàng đầu trong Thời đại hoàng kim của Hồi giáo. Vào năm 1963, nơi đây trở thành một phần của hệ thống đại học công lập Maroc, rồi hai năm sau chính thức được đổi tên thành "Đại học Al Quaraouiyine". Bản thân công trình nhà thờ Hồi giáo cũng là một quẩn thể kiến trúc Hồi giáo đặc biệt quan trọng, mang trong mình nhiều yếu tố kiến trúc khác nhau của nhiều thời kỳ trong lịch sử Maroc. Các học giả coi al-Qarawiyyin vẫn là một madrasa cho tới sau Chiến tranh thế giới thứ hai. Ngoài ra, nhiều học giả cũng phân biệt "madrasa" với "viện đại học" (họ coi rằng đây là một phát minh riêng biệt của châu Âu). Chính vì vậy, họ xác định thời điểm al-Qarawiyyin chuyển đổi hình thức từ một madsara sang viện đại học là vào năm 1963. Tuy nhiên, UNESCO và Sách Kỷ lục Guinness lại ghi nhận al-Qarawiyyin là viện đại học lâu đời nhất thế giới, hay là tổ chức giáo dục bậc cao lâu đời nhất thế giới còn hoạt động tới ngày nay.
Chương trình giáo dục của Đại học al-Qarawiyyin tập trung vào các môn khoa học tôn giáo và pháp lý Hồi giáo, đặc biệt chú trọng vào ngữ pháp/ngôn ngữ học Ả Rập cổ và luật Sharia Maliki, mặc dù cũng có giảng dạy các môn học phi Hồi giáo. Phong cách giảng dạy vẫn tuân theo các phương pháp truyền thống. Viện đại học này có những sinh viên đến từ khắp Maroc và Tây Phi, và một số đến từ các khu vực khác. Phụ nữ bắt đầu được đăng ký theo học tại nơi đây kể từ thập niên 1940.